# ملک منصور میرزا
شاهزاده ملک منصور میرزا نواب پسر سی و ششم فتحعلی شاه بود؛ و برادر کهتر ملک قاسم میرزا بوده. او به تاریخ ۲۲ رجب سال ۱۲۲۶ق برابر با ۲ مرداد ۱۱۹۰ شمسی از بیگم خانم دختر امامقلی خان افشار به دنیا آمد.
دوران کودکی و جوانی این شاهزاده تا سال ۱۲۱۲ شمسی غالب ایام نزد برادر مهتر خویش شاهزاده ملک قاسم میرزا و به ملازمت عباس میرزا نایب السلطنه و فرزند او محمد میرزانایب السلطنه / محمد شاه قاجار بود.
جوانی بلند قامت و لاغراندام و خوش مشرب بود. سبیل‌های بلندی داشته و در آن زمان در داشتن چنین سبیل‌هایی در میان امثال و اقران خود کم‌نظیر بوده. ملک منصور میرزا با وجود اینکه پابپای برادر بزرگتر در کلاسهای متعدد فرانسه و انگلیسی شرکت می‌نمود به آموزش زبان و ادبیات علاقه‌ای نداشت. علاقه او به شکار و مهارت او در تیراندازی بود. او در ایام جوانی ملازم ناصرالدین شاه در سفرهای شکار شاه بود و گویا غیر از شاهزادگی، هنر دیگری نداشته‌است. وی از هر صورت با ملک قاسم میرزا تفاوت بسیاری داشت.
ملک منصور میرزا در ایام جوانی بین سال‌های ۱۲۳۰–۱۲۲۰ شمسی کمک برادر کهتر؛ ملک قاسم میرزا، در امور دولتی آذربایجان بود. این شاهزاده از همان ایام کودکی در دستگاه حکومتی برادرش عباس میرزا نایب السلطنه و فرزند او محمد میرزا وارد شده و از سوی محمد میرزا / محمد شاه به حکومت و مشاورت در ارومیه و ولایتهای کوچک آذربایجان گمارده می‌شده‌است. ملک قاسم میرزا در جنوب شرقی دریاچه ارومیه؛ شیشوان، و ملک منصور میرزا در جنوب غربی آن؛ نازلوچای، سکونت گزیدند. در آنزمان آذربایجان آرامترین نقطه کشور بشمار می‌رفت. تا اینکه در سال ۱۲۳۵شمسی برابر با ۱۲۷۳ ق امیر سلطان از احفاد امیر بیگ چلاق با تحریک افسران عثمانی مستقر در سنجاق نوچه وارد خاک آذربایجان می‌شود. این روزها مصادف با جنگ هرات می‌بود. امیر بیگ چلاق از فرصت استفاده کرده به استحکام قلعه بنار یا بنارک در منطقه صومای اورمیه پرداخته و در آنجا مستقر شده شروع به یاغی گری و راه زنی می‌کند. به همین دلیل ملک منصور میرزا به نیابت از طرف نایب السلطنه وقت ناصرالدین میرزا / ناصرالدین‌شاه قاجار به کمک لطفعلی خان سرتیپ افشار پسر امامقلی خان، برای سرکوبی امیر سلطان می‌شتابد. لطفعلی خان سلطان بیگ را در قلعه بنار طی جنگ خونین شکست داده و امیر سلطان ملتمسانه تسلیم می‌شود. او روز بعد دم دم‌های صبح از مردانگی افشار سوءاستفاده نموده و هنگامی که عسگرخان سرتیپ مشغول نماز بود با خنجر آخته وی را به قتل می‌رساند. ملک منصور میرزا و نعمت ميرزا که در آنزمان طفلی بيش نبود وارد آلاچیق شده به لطف‌الله بیک و درویش تقی وکیل فرمان می‌دهد که آن خائن را در دم به قتل برسانند.
ملک منصور میرزا در سال۱۲۸۴–۱۲۷۹ ق برابر با ۱۲۴۶–۱۲۴۱ شمسی از طرف ناصرالدین شاه به حکومت ارومیه منصوب گردید ولی تا پایان زندگی دراز خود نقش مهم خود را به عنوان مشاور شاه و ۴ ولیعهد در منطقه حفظ نمود. بعد آن تاریخ ملک منصور میرزا در آذربایجان باقی و در و در آبادی و امنیت آذربایجان نقش مهمی ایفا نمود. وی در آنسوی دریاچه ارومیه در منطقه نازلوچای ساکن و تشکیل خانواده داد. به دستور این شاهزاده تمام قلعه‌های اطراف نازلوچای مجهز و روستاهای اطراف آن آباد شدند.
ملک منصور میرزا در آبادی و مجهز نمودن قلعه نظامی عسگرآباد کوه نیز نقش مهمی داشت. قلعه عسگرآباد کوه به سال ۱۲۹۷ ق برابر با ۱۲۵۹ شمسی در مقابل تجاوز شیخ عبیدالله ایستادگی ولی شکستی سخت خورد. پس از درگذشت ملک منصور فرزند او نعمت الله میرزا نقش مهمی در ایجاد آرامش در مرزهای شمال غرب ایفا کرد. از مهم‌ترین خدمات نعمت میرزا ایجاد آرامش در اشنویه، مرگور و حوالی اطراف آن می‌باشد. قسمت بزرگی از اشنویه جزو املاک شخصی و خریداری شده ملک منصور میرزا میبوده است. ۳۹ سال بعد قلعه عسگرآباد یکبار دیگر دژ مقاوم ارومیه در مقابل دشمن شد. در این نبرد نابرابر همه جنگجویان شجاع از جمله هفت پسر ملک منصور میرزا قهرمانانه جنگیده ولیکن بهمراه همه پناهندگان از همه روستاهای اطراف، چه زن چه بچه به فجیع‌ترین وجهی قتل‌عام شدند.
شاهزاده ملک منصور میرزا صاحب هشت پسر و حداقل یک دختر بود همه بازماندگان ایشان در جنگ آذربایجان در قلعه نظامی عسگرآباد کوه در مبارزه با جیلوها کشته شدند از شاهزاده ملک منصورمیرزا تنها یک نوه پسری خردسال بنام اکبرمیرزا پسر نعمت میزا (که در آنزمان کودک پنج شش ساله بودند) باقی ماند ایشان در زمان حکومت پهلوی نام اکبر نعمتی منصور به خود برگزیدند. تنها بازمانده اکبرمیرزا در آنزمان خاله‌شان بود که در تبریز همسر شاهزاده امام قلی میزرا بودند.